# 隆昌路
隆昌路是中華人民共和國上海市楊浦區的一條南北走向道路，北與營口路、延吉中路和延吉東路相交，南至楊樹浦路。道路全长2347米，道路名稱來自於四川隆昌。始建於中華民国16年(1927年)，當時僅修築黄浦江畔至华德路(今长阳路)一段的道路，並起名格兰路(Glen Road)。中華民国32年（1943年）更名為隆昌路。1959年、1960年道路延伸至延吉中路。沿途有隆昌公寓和楊浦公園。